# Église Saint-Laurent d'Arsa
Pour les articles homonymes, voir église Saint-Laurent.
L'église Saint-Laurent d'Arsa est une église romane située au hameau d'Arsa, sur la commune de Sournia, dans le département français des Pyrénées-Orientales,.

## Architecture

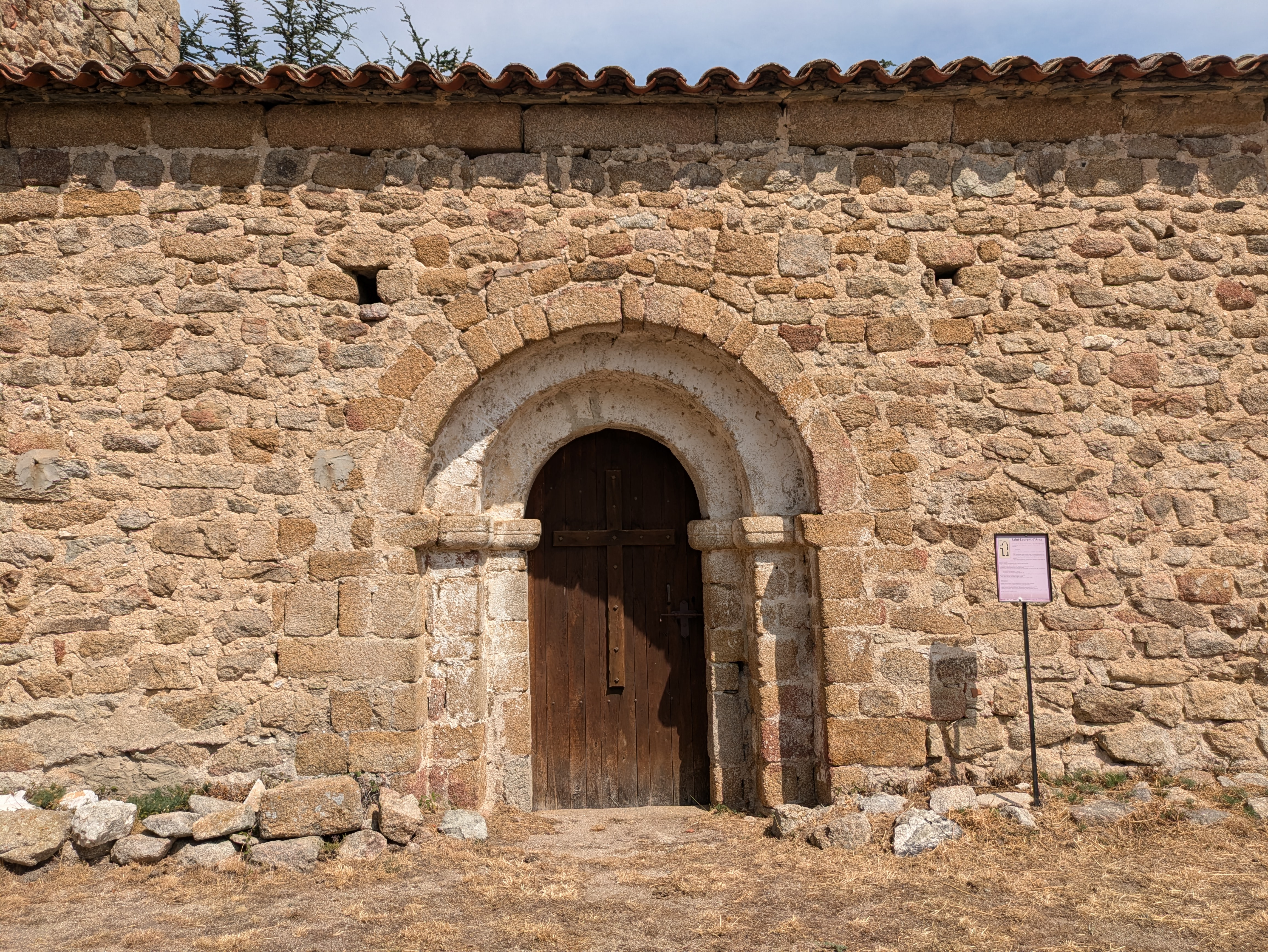
Le portail méridional
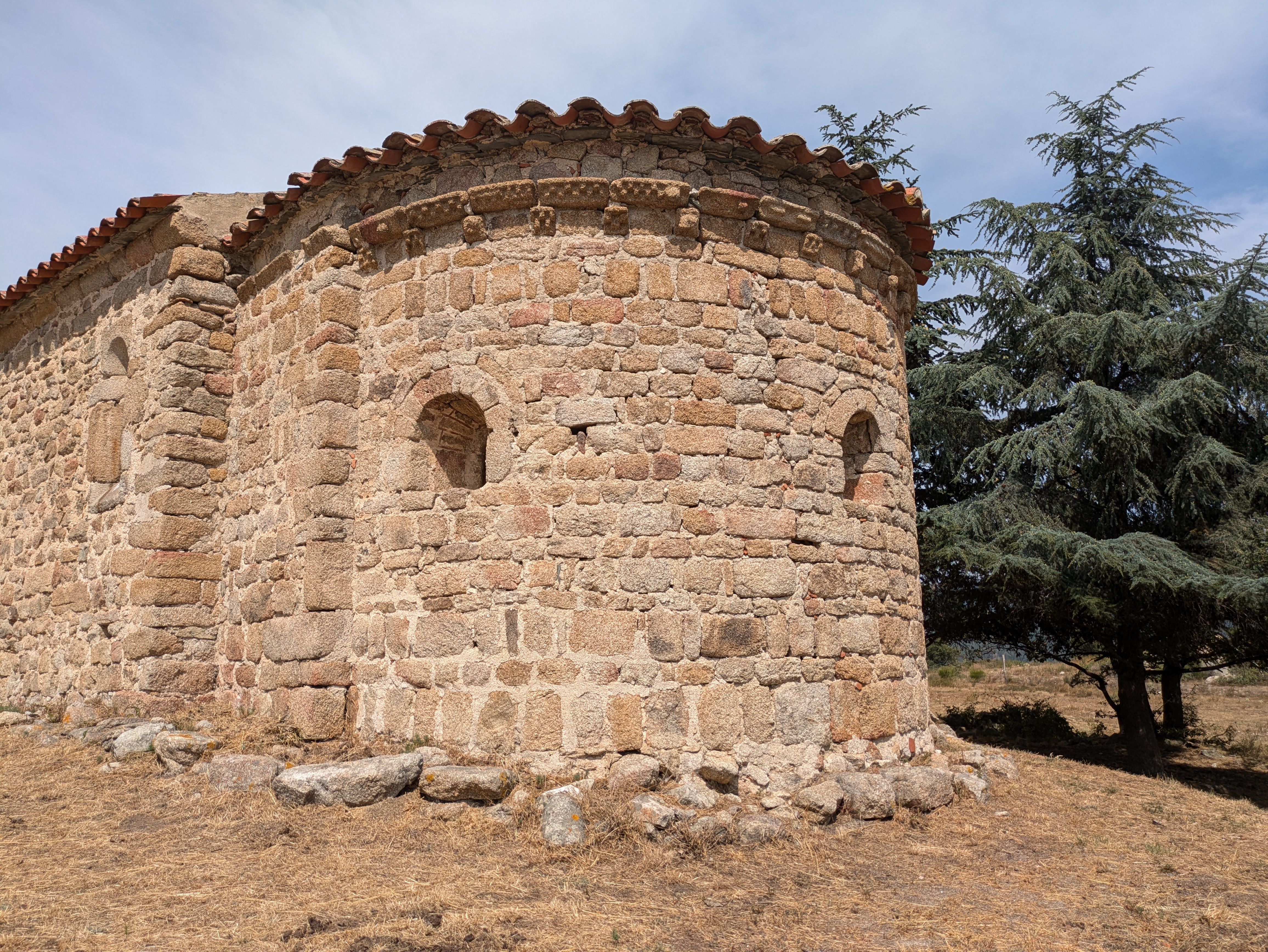
L'abside
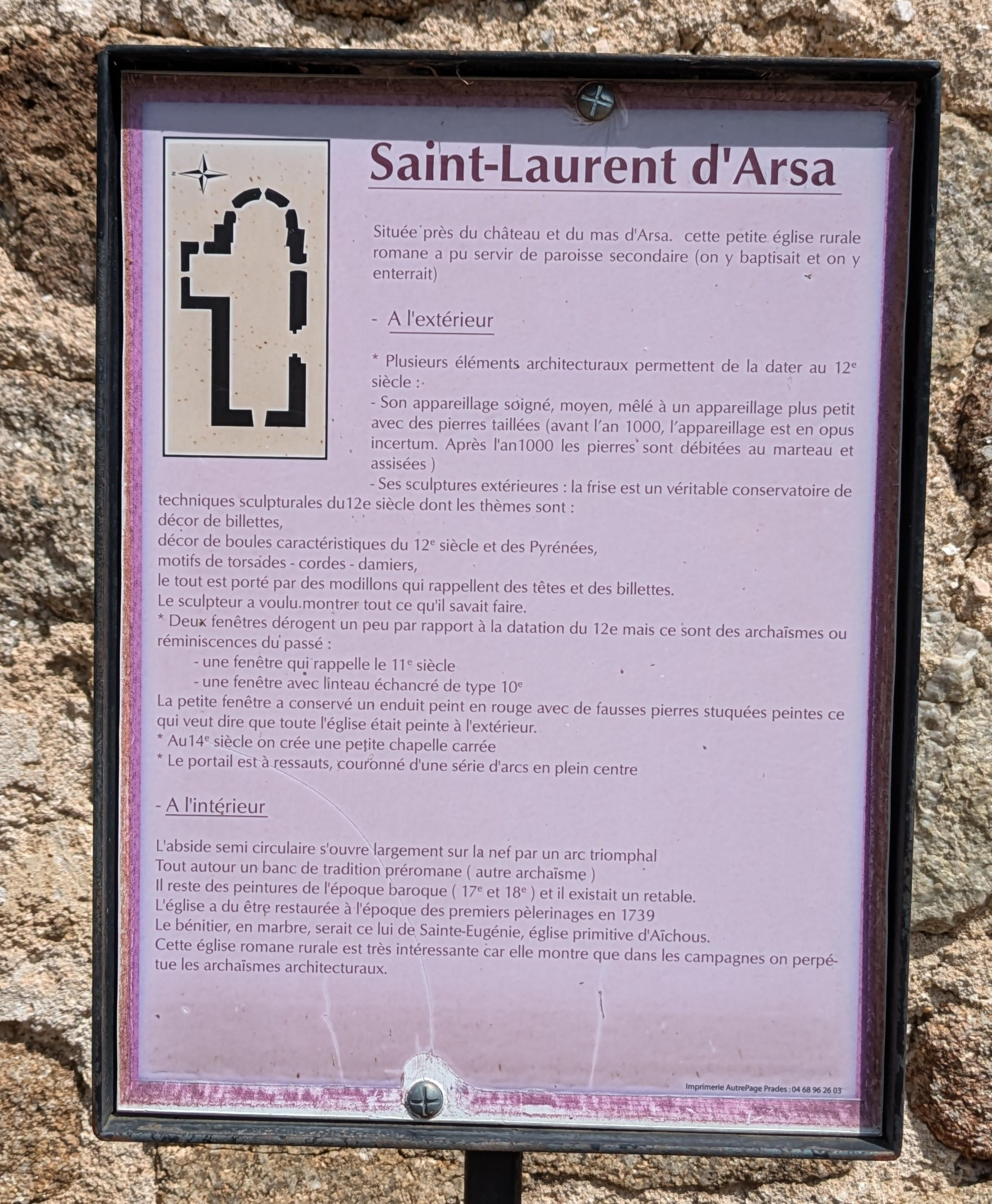
Pancarte explicative